# UFC 87
UFC 87: Seek and Destroy fue un evento de artes marciales mixtas celebrado por Ultimate Fighting Championship el 9 de agosto de 2008 en el Target Center, en Minneapolis, Minnesota.

## Historia
El evento estuvo encabezado por un combate por el campeonato de peso wélter entre el campeón Georges St-Pierre y el retador Jon Fitch.
El miembro del Salón de la Fama de UFC Mark Coleman iba a enfrentarse a Brock Lesnar, pero una lesión en el tendón de Aquiles le obligó a retirarse. Heath Herring intervino como reemplazo de Coleman.
El futuro campeón de peso semipesado Jon Jones hizo su debut tras reemplazar a Tomasz Drwal, quien se retiró de su pelea con André Gusmão debido a una lesión.

## Resultados
1. ↑  Por el campeonato de peso wélter de UFC.

## Premios extra
Cada peleador recibió un bono de $60,000.
- Pelea de la Noche: Georges St-Pierre vs. Jon Fitch
- KO de la Noche: Rob Emerson
- Sumisión de la Noche: Demian Maia